# Sainte-Croix-sur-Orne
Sainte-Croix-sur-Orne là một xã trong tỉnh Orne, vùng Normandie tây bắc nước Pháp. Xã Sainte-Croix-sur-Orne nằm ở khu vực có độ cao trung bình 173 mét trên mực nước biển.